# Toona ciliata
Toona ciliata är en tvåhjärtbladig växtart som beskrevs av Max Joseph Roemer. Toona ciliata ingår i släktet Toona och familjen Meliaceae. IUCN kategoriserar arten globalt som livskraftig. Inga underarter finns listade i Catalogue of Life.